# Maó refractari

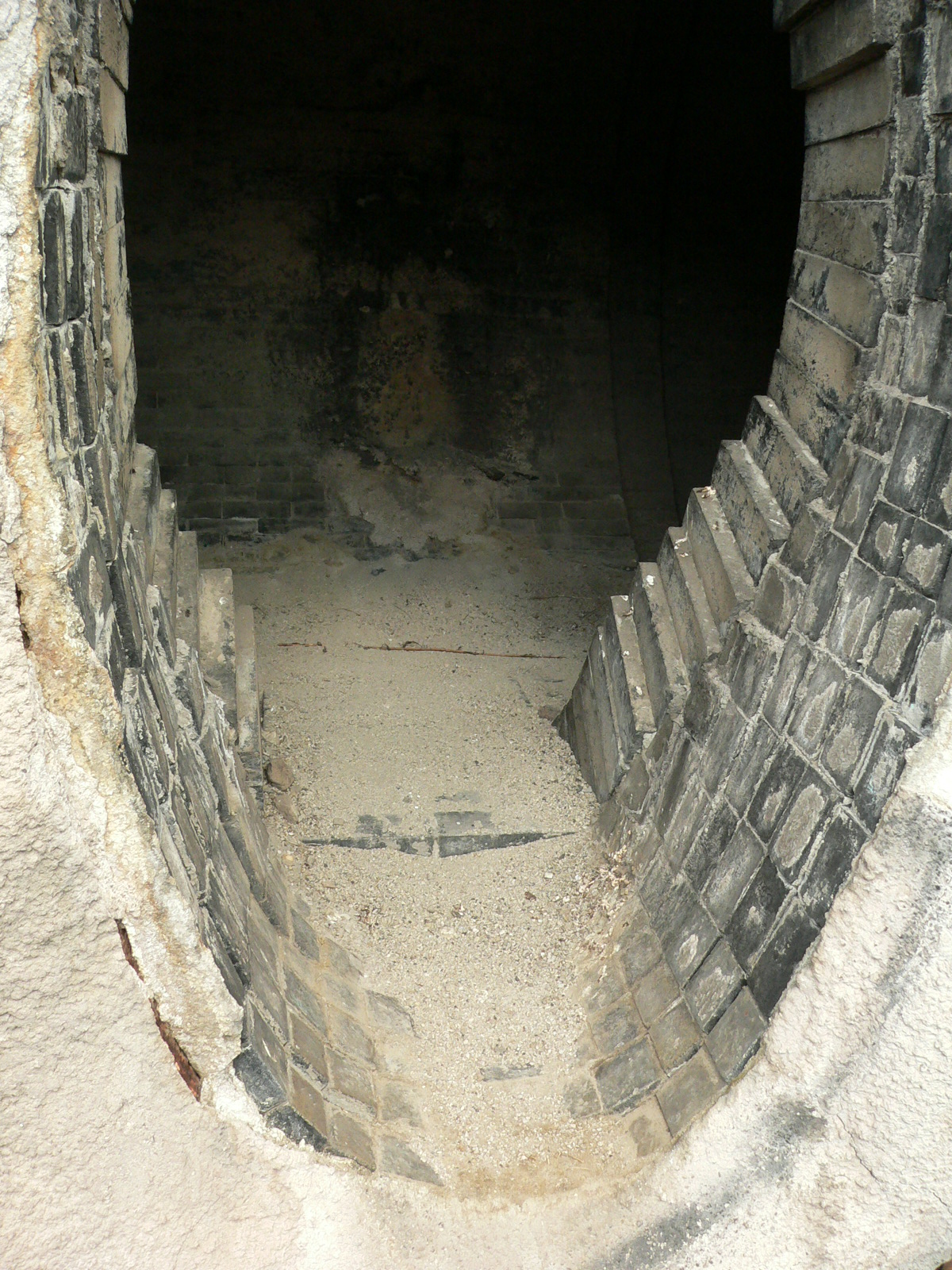
Maons refractaris.

El maó refractari és un tipus de maó que té una sèrie de característiques especials, cosa que permet fer-ne un gran ús dins d'instal·lacions industrials o en treballs d'estufes domèstiques.
Les cares d'aquests maons són llises; això fa que disminueixi l'adherència amb el morter de construcció, aconseguint la resistència a altes temperatures i a l'abrasió. Per les seves bones propietats tèrmiques aquest material de construcció és força car.

## Descripció
Actualment els maons refractaris s'empren per a revestir calderes, olles d'aceració, graelles i forns rotatoris de cimenteres, entre altres aplicacions, on els maons han d'estar adherits un per un amb terra refractària i per millorar la fermesa es pot afegir ciment.
El maneig d'aquests maons no és tan senzill com el dels maons ordinaris perquè poden reaccionar de manera explosiva amb altres materials que no siguin els adients.
Com en la terra refractària, els maons refractaris a més de refractar, són excel·lents contenidors de la calor, és a dir, mantenen la calor a què són exposats durant els seus diferents usos.

## Fabricació
L'argila refractària es cou al forn fins a restar parcialment vitrificada. Hi ha dues mides estàndard de maó refractari; una és 9 × 4½ × 3 in. (230 mm × 115 mm × 75 mm) i l'altra és 9" × 4½" × 2½".

## Composició
Els maons refractaris normalment contenen un 30-40% d'òxid d'alumini o alúmina i 50% de diòxid de silici o sílica. També poden ser fets d'argila chamotte i altres materials. Per maons de característiques extremadament refractàries, l'òxid d'alumini pot ser de fins a 50-80% i hi pot haver carbur de silici.

## Aplicacions amb alta temperatura
Es fan servir els maons a 1650 °C (3000°F),temperatura que podria fondre molts altres tipus de ceràmiques, i de fet part del diòxid de silici dels maons es liqua. Es fa servir per aïllar parts dels transbordadors espacials.

## Aplicacions a baixa temperatura
Es fa servir òxid d'alumini. Els maons refractaris comuns es fan servir en xemeneies i forns de llenya.